# Bahama's op de Olympische Jeugdzomerspelen 2010
De Bahama's namen deel aan de Olympische Jeugdzomerspelen 2010 in Singapore, de eerste editie van de Olympische Jeugdspelen.

## Medailleoverzicht
| Sport                                                                    | Olympiër                   | Discipline          | Medaille |
| ------------------------------------------------------------------------ | -------------------------- | ------------------- | -------- |
| Atletiek                                                                 | Tynia Gaither              | 200 m (v)           | Zilver   |
| Als lid van een gemengd landenteam (telt niet mee voor landenklassement) |                            |                     |          |
| Atletiek                                                                 | Tynia Gaither Rashan Brown | wisselestafette (v) | Goud     |

## Deelnemers en resultaten
(m) = mannen, (v) = vrouwen 

### Atletiek
| Olympiër                                                                    | Discipline             | Resultaat | Prestatie                                                                                                |
| --------------------------------------------------------------------------- | ---------------------- | --------- | --- |
| Julien Monroe                                                               | 100 m (m)              | 15e       | 1R serie 4: 11,13 (4e) B-finale: 11,04 (7e)                                                              |
| Stephen Newbold                                                             | 400 m horden (m)       | 9e        | 1R serie 3: 54,40 B-finale: 53,20 (3e)                                                                   |
| Ryan Ingraham                                                               | hoogspringen (m)       | 9e        | kwalificatie: 2.07 m (9e) B-finale: 2,13 m pr (1e)                                                       |
| Lahtone Minns                                                               | hink-stap-springen (m) | 9e        | kwalificatie: 14,66 m (10e) (14,66 - x - x - 14,50) B-finale: 14,86 (1e) (14,53 - 14,86 - 14,75 - 14,41) |
|                                                                             |                        |           | |
| Marva Etienne                                                               | 100 m (v)              | 1e ronde  | 1R serie 4: 12,34 (2e) B-finale: niet gestart                                                            |
| Tynia Gaither                                                               | 200 m (v)              | Zilver    | 1R serie 3: 24,16 (1e) A-finale: 23,68 pr                                                                |
| Rashan Brown                                                                | 400 m (v)              | 4e        | 1R serie 1: 54,09 (2e) A-finale: 53,63 pr                                                                |
| Raquel Williams                                                             | kogelstoten (v)        | 15e       | kwalificatie: 11,59 m (15e) (x - 11,49 - x - 11,59) B-finale: 11,86 (7e) (11,15 - 11,79 - 11,86 - x)     |
|                                                                             |                        |           | |
| Amerika Rashan Brown Tynia Gaither + USA Myasia Jacobs + USA Robin Reynolds | wisselestafette        | Goud      | F: 2.05,62                                                                                               |

### Judo
| Olympiër                     | Discipline    | Resultaat | Prestatie                                                                  |
| ---------------------------- | ------------- | --------- | -------------------------------------------------------------------------- |
| Cynthia Rahming              | tot 44 kg (v) | 2e ronde  | 2R: verloor van CAM Sothea Sam 2R herkansing: verloor van BLR Vita Valnova |
|                              |               |           |                                                                            |
| Cynthia Raming team Hamilton | gemengd team  | 1e ronde  | 2R: 4-4 team Cairo won van IND Neha Thakur                                 |

### Zwemmen
| Olympiër     | Discipline       | Resultaat | Prestatie                                               |
| ------------ | ---------------- | --------- | ------------------------------------------------------- |
| Armando Moss | 50 m vrij (m)    | 26e       | 1R serie 2: 24,86 (1e)                                  |
| Armando Moss | 50 m vlinder (m) | 12e       | 1R serie 2: 26,46 (4e; 11e tijd) HF serie 2: 26,40 (6e) |
|              |                  |           |                                                         |
| Bria Deveaux | 50 m vrij (v)    | 34e       | 1R serie 3: 28,27 (1e)                                  |
| Bria Deveaux | 100 m vrij (v)   | 42e       | 1R serie 1: 1.01,17 (3e)                                |

Afghanistan · Albanië · Algerije · Amerikaanse Maagdeneilanden · Amerikaans-Samoa · Andorra · Angola · Antigua en Barbuda · Argentinië · Armenië · Aruba · Australië · Azerbeidzjan · Bahama's · Bahrein · Bangladesh · Barbados · België · Belize · Benin · Bermuda · Bhutan · Bolivia · Bosnië en Herzegovina · Botswana · Brazilië · Britse Maagdeneilanden · Brunei · Bulgarije · Burkina Faso · Burundi · Cambodja · Canada · Centraal-Afrikaanse Republiek · Chili · China · Chinees Taipei · Colombia · Comoren · Congo-Brazzaville · Congo-Kinshasa · Cookeilanden · Costa Rica · Cuba · Cyprus · Denemarken · Djibouti · Dominica · Dominicaanse Republiek · Duitsland · Ecuador · Egypte · El Salvador · Equatoriaal-Guinea · Eritrea · Estland · Ethiopië · Fiji · Filipijnen · Finland · Frankrijk · Gabon · Gambia · Georgië · Ghana · Grenada · Griekenland · Groot-Brittannië · Guam · Guatemala · Guinee · Guinee‑Bissau · Guyana · Haïti · Honduras · Hongarije · Hongkong · Ierland · IJsland · India · Indonesië · Irak · Iran · Israël · Italië · Ivoorkust · Jamaica · Japan · Jemen · Jordanië · Kaaimaneilanden · Kaapverdië · Kameroen · Kazachstan · Kenia · Kirgizië · Kiribati · Koeweit · Kroatië · Laos · Lesotho · Letland · Libanon · Liberia · Libië · Liechtenstein · Litouwen · Luxemburg · Macedonië · Madagaskar · Malawi · Malediven · Maleisië · Mali · Malta · Marshalleilanden · Marokko · Mauritanië · Mauritius · Mexico · Micronesië · Moldavië · Monaco · Mongolië · Montenegro · Mozambique · Myanmar · Namibië · Nauru · Nederland · Nederlandse Antillen · Nepal · Nicaragua · Nieuw-Zeeland · Niger · Nigeria · Noord-Korea · Noorwegen · Oeganda · Oekraïne · Oezbekistan · Oman · Oostenrijk · Oost‑Timor · Pakistan · Palau · Palestina · Panama · Papoea-Nieuw-Guinea · Paraguay · Peru · Polen · Portugal · Puerto Rico · Qatar · Roemenië · Rusland · Rwanda · Saint Kitts en Nevis · Saint Lucia · Saint Vincent en Grenadines · Salomonseilanden · Samoa · San Marino · Sao Tomé en Principe · Saoedi-Arabië · Senegal · Servië · Seychellen · Sierra Leone · Singapore · Slovenië · Slowakije · Soedan · Somalië · Spanje · Sri Lanka · Suriname · Swaziland · Syrië · Tadzjikistan · Tanzania · Thailand · Togo · Tonga · Trinidad en Tobago · Tsjaad · Tsjechië · Tunesië · Turkije · Turkmenistan · Tuvalu · Uruguay · Vanuatu · Venezuela · Verenigde Arabische Emiraten · Verenigde Staten · Vietnam · Wit-Rusland · Zambia · Zimbabwe · Zuid-Afrika · Zuid-Korea · Zweden · Zwitserland